# Etionamidă
Etionamida este un antibiotic utilizat în tratamentul tuberculozei, de obicei în asociere cu antituberculoase. Calea de administrare disponibilă este cea orală. Nu mai este indicată pentru lepră. Este o tioamidă.
Molecula a fost descoperită în anul 1956 și a fost aprobată pentru uz medical în Statele Unite în anul 1965. Se află pe lista medicamentelor esențiale ale Organizației Mondiale a Sănătății.

## Utilizări medicale
Etionamida este utilizată în asociere cu alte antituberculoase în tratamentul infecțiilor cu Mycobacterium tuberculosis.

## Reacții adverse
Poate produce frecvent tulburări gastrointestinale, cu greață și vomă. Poate induce depresie.